# Жуковский, Николай Егорович
Никола́й Его́рович Жуко́вский (5 [17] января 1847, Орехово, Владимирская губерния — 17 марта 1921, с. Усово, Московская губерния) — русский учёный-механик, основоположник гидро- и аэродинамики.

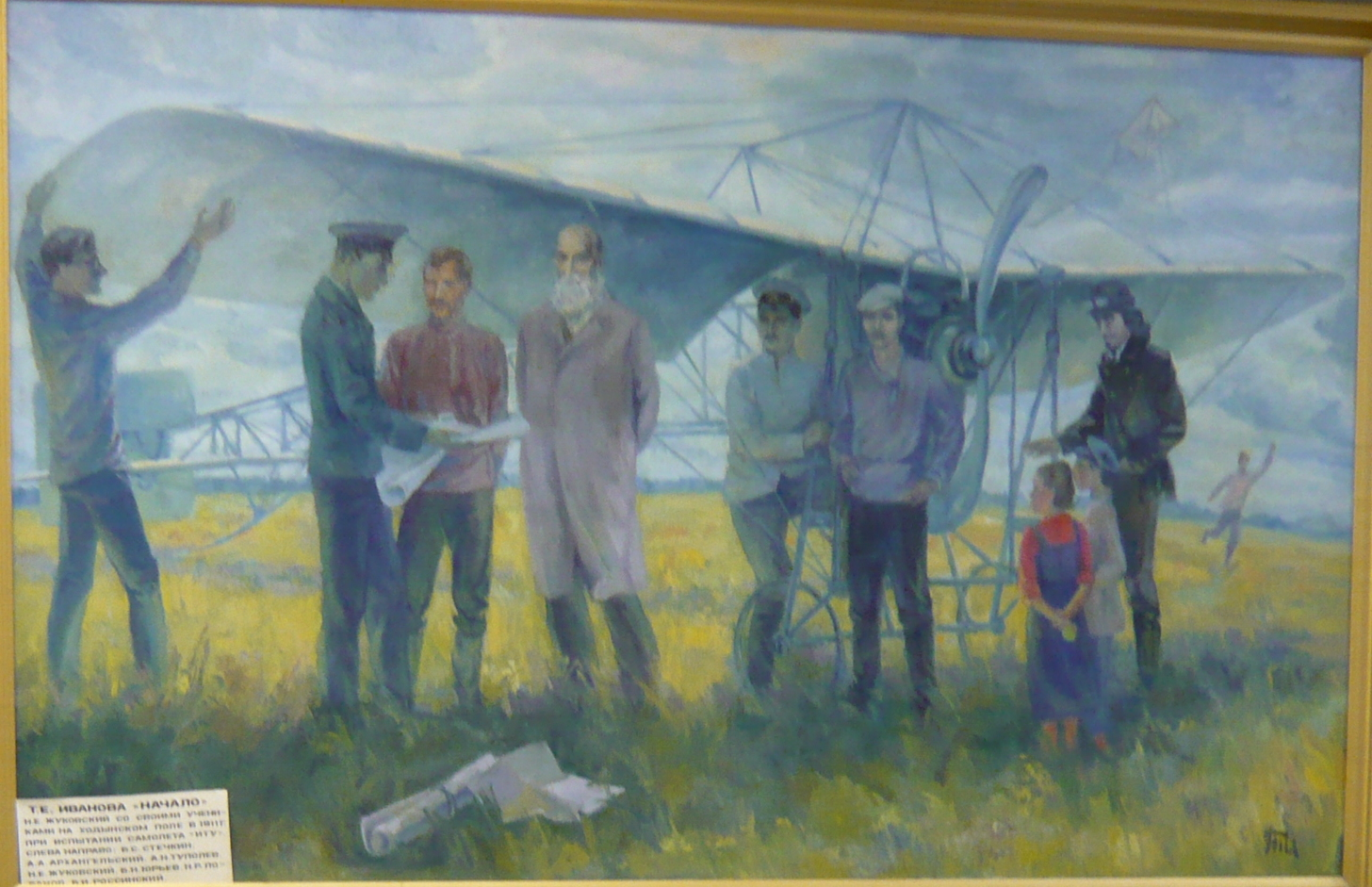
Картина Т. Е. Ивановой «Начало» с изображением Н. Е. Жуковского со своими учениками (слева направо) — Б. С. Стечкин, А. А. Архангельский, А. Н. Туполев, Н. Е. Жуковский, Б. Н. Юрьев, Н. Р. Лобанов, Б. И. Россинский на Ходынском поле в 1911 году при испытании самолёта ИТУ

Заслуженный профессор Московского университета (1911), почётный член Московского университета (1916), заслуженный профессор Императорского Московского технического училища (с 1918 г. — Московского высшего технического училища); член-корреспондент Императорской Академии наук по разряду математических наук (1894).

## Биография
Николай Жуковский родился 5 (17) января 1847 года в сельце Орехово под Владимиром. Отец — штабс-капитан Егор Иванович Жуковский был высокообразованным военным инженером; его дед был офицером русской армии, участником Отечественной войны 1812 года. Мать — Анна Николаевна (урождённая Стечкина).
В феврале 1858 года Николай Жуковский поступил в 4-ю московскую гимназию. Планировалось, что он, как отец, станет инженером-путейцем, но учиться в Петербургском институте путей сообщения ему не пришлось — этого не позволили весьма ограниченные средства его родителей. И, окончив в 1864 году гимназию с серебряной медалью, он без экзаменов был зачислен на физико-математический факультет Московского университета, поскольку плата за обучение в Московском университете была существенно ниже.
По окончании университета по специальности прикладная механика в 1868 году, он попытался всё-таки учиться в Петербургском институте путей сообщения, но неудачно, и 16 августа 1870 года Жуковский занял место преподавателя физики во 2-й московской женской гимназии вместо уехавшего в Одессу профессора физики Н. А. Умова. В 1871 году сдал магистерские экзамены и стал преподавать математику (с конца 1871 года) и механику (с начала 1872 года) в Московском высшем техническом училище; 14 сентября 1874 года Жуковский был утверждён доцентом кафедры аналитической механики училища; 4 ноября 1876 года состоялась публичная защита его магистерской диссертации «Кинематика жидкого тела», а 30 апреля 1882 года Жуковский защитил диссертацию на степень доктора прикладной математики, представив работу «О прочности движения». С 1879 года он был сверхштатным профессором механики училища. Одновременно, с 1885 года он стал преподавать в Московском университете гидродинамику, с 1886 года — как экстраординарный профессор кафедры прикладной механики, затем — ординарный. В 1887 году он стал штатным профессором аналитической механики в Московском высшем техническом училище. Кроме этого он долгое время (1872—1920) читал в московской академии коммерческих наук курс практической механики. Также он преподавал в инженерном училище ведомства путей сообщения.
С 01.01.1893 года — действительный статский советник. В 1894 году Жуковский был избран членом-корреспондентом Академии наук.
В 1902 году он руководил сооружением аэродинамической трубы всасывающего типа при механическом кабинете Московского университета, а в 1904 году возглавил первый в Европе аэродинамический институт, созданный на средства Д. П. Рябушинского в посёлке Кучино под Москвой.
В 1905 году Жуковский был избран президентом Московского математического общества.
В высшем техническом училище в 1908 году он создал Воздухоплавательный кружок, из которого впоследствии вышли многие известные деятели авиации и техники: А. А. Архангельский, В. П. Ветчинкин, Г. М. Мусинянц, Г. Х. Сабинин, Б. С. Стечкин, А. Н. Туполев, Б. Н. Юрьев; в 1909 году Жуковский возглавил создание в училище аэродинамической лаборатории.
В 1916 году он возглавил расчётно-испытательное бюро при аэродинамической лаборатории Московского технического училища, в котором разрабатывались методы аэродинамического расчёта и расчёта прочности самолётов. Результаты исследований были изложены Н. Е. Жуковским в работах:
- «Динамика аэропланов в элементарном изложении» (М.: Типо-лит. Рус. товарищества печ. и изд. дела, 1916);
- Труды Расчётно-испытательного бюро (Вып. 1. Аэродинамический расчёт аэропланов / Под ред. Н. Е. Жуковского, Г. И. Лукьянова и А. Н. Туполева. — М.: Упр. воздуш. флота, 1917. — 20 с., 10 л. ил. : граф.);
- Изследованіе устойчивости конструкціи аэроплановъ. — М., [1918]. — 63 с. — (Временник Общества содействия успехам опытных наук и их практических применений им. Х. С. Леденцова. № 8).

При его активном участии были созданы: «Краткие теоретические курсы авиации» (1913), преобразованные сначала в Московский авиационный техникум (1919), а затем в «Институт инженеров Красного воздушного флота» (1920) и, наконец, в Военно-воздушную академию; Центральный аэрогидродинамический институт (ЦАГИ).
В последние годы жизни тяжело болел, перенёс два инсульта, воспаление лёгких, брюшной тиф. Тяжёло переживал кончину любимой дочери Лены от туберкулёза в 1920 году.
В 1920 году в ознаменование 50-летия научной деятельности Жуковского и больших заслуг его как «отца русской авиации» был издан декрет Совета Народных Комиссаров за подписью В. И. Ленина об учреждении премии им. Н. Е. Жуковского за лучшие труды по математике и механике, об издании трудов Жуковского, а также о ряде льгот для самого учёного.
Скончался в санатории Усово (Московская губерния) 17 марта 1921 года. Похоронен на кладбище Донского монастыря в Москве.

## Награды
- орден Св. Станислава 2-й ст. (1884)
- орден Св. Анны 2-й ст. (1888)
- орден Св. Владимира 3-й ст. (1899)
- орден Св. Станислава 1-й ст. (1902)
- орден Св. Анны 1-й ст. (1914)

## Научная деятельность

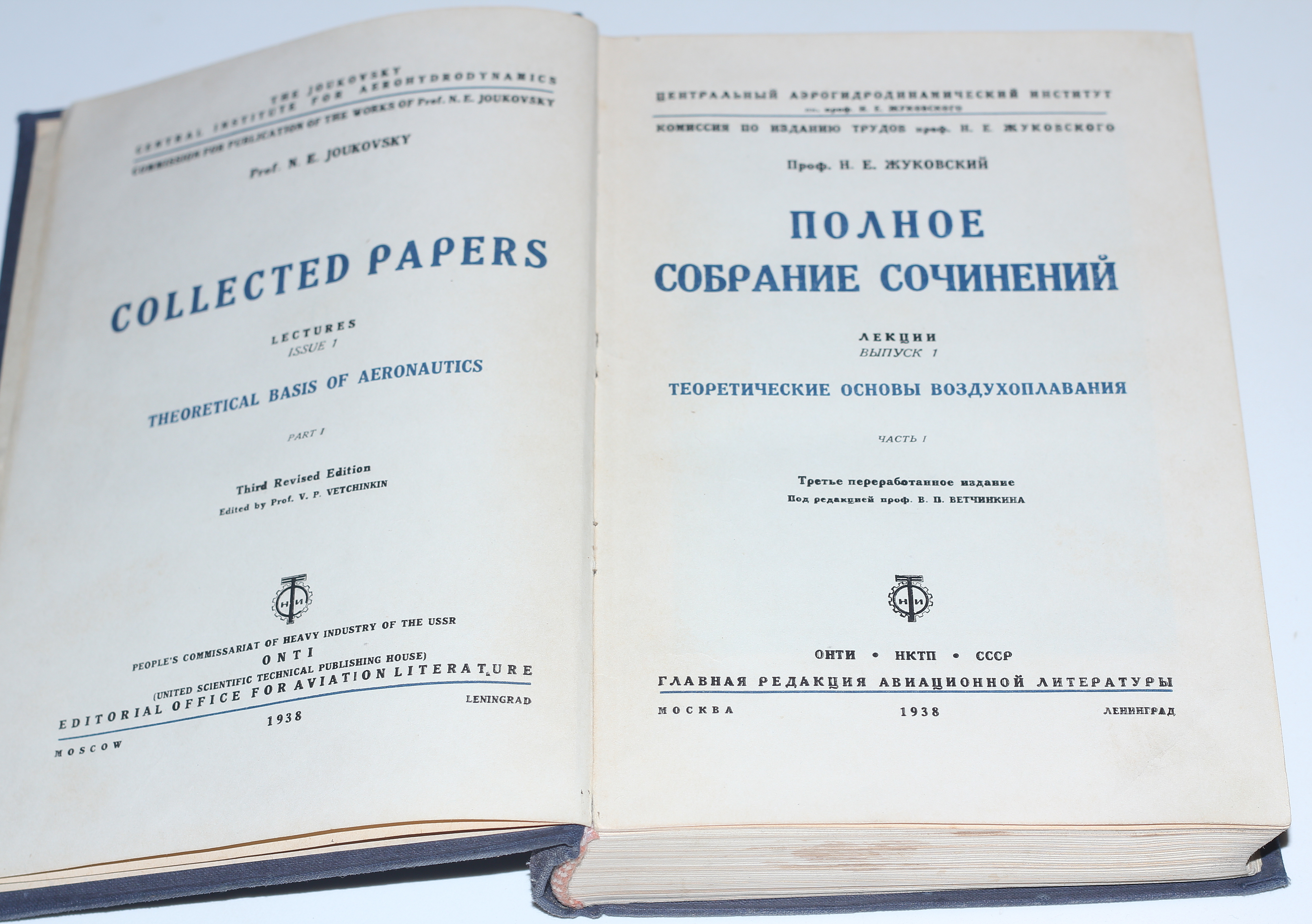
Полное собрание трудов Н. Е. Жуковского. Издание 1938 года

В 1883 году в статье «Приложение теории центров ускорений высших порядков к направляющему механизму Чебышёва» Н. Е. Жуковский применил аппарат теории ускорений высших порядков (созданной в трудах А. Трансона, А. Резаля и О. И. Сомова) к теории механизмов — в задаче о синтезе симметричного прямолинейно-направляющего механизма Чебышёва.
В 1890 году появилась публикация в Математическом сборнике Московского университета большой работы Н. Е. Жуковского «Видоизменение метода Кирхгофа для определения движения жидкости в двух измерениях при постоянной скорости, данной на неизвестной линии тока». В том же году он сделал попытку разработать теоретические основы определения подъёмной силы винта или крыла — «К теории летания».
Работы Жуковского в области аэродинамики явились источником основных идей, на которых строится авиационная наука. Он всесторонне исследовал динамику полёта птиц, 3 ноября 1891 года сделал доклад «О парении птиц». Анализируя способность птиц держаться в воздухе с распростёртыми крыльями, он сумел доказать вероятность создания планёра, который в состоянии сделать «мёртвую петлю». Двадцать с лишним лет спустя русский военный лётчик Нестеров впервые в мире выполнил на своём самолёте этот приём, названный в честь него «петлёй Нестерова».
В 1892 году сделал доклад «По поводу летательного снаряда Чернушенко»; составив основные уравнения динамики для центра тяжести планирующего тела (то есть при постоянном угле атаки), Жуковский нашёл траектории при различных условиях движения воздуха.
В 1895 году Н. Е. Жуковский ездил в Германию, где встречался с пионером авиации Отто Лилиенталем и приобрёл один из его планёров для исследований.
В 1897—1898 годах Н. Е. Жуковский исследовал причины возникновения аварий в Московском водопроводе; 21 февраля 1898 года сделал на собрании учёных и инженеров в Политехническом обществе доклад о явлениях гидравлического удара, вскрыв его механизм, вывел формулы, связывающие скорость течения, давление, плотность с радиусом трубы, в зависимости от времени и расстояния рассматриваемого сечения от выбранного начала координат.
Осенью 1898 года на Х съезде русских естествоиспытателей и врачей Жуковский прочитал обзорный доклад «О воздухоплавании». В том же году он разработал оптимально экономичные способы горизонтального полёта — «О крылатых пропеллерах».
В 1904 году Жуковский сформулировал теорему, дающую количественную величину подъёмной силы крыла самолёта; определил основные профили крыльев и лопастей винта самолёта; разработал вихревую теорию воздушного винта. Им был прочитан 15 ноября 1905 года доклад «О присоединённых вихрях», заложивший теоретическую основу развития методов определения подъёмной силы крыла аэроплана. Свои открытия он опубликовал в 1906 году в работе «О падении в воздухе лёгких продолговатых тел, вращающихся около своей продольной оси».
В 1910—1912 годах он прочитал курс лекций «Теоретические основы воздухоплавания», в котором систематизировал свои теоретические работы и экспериментальные исследования в кучинском институте, а также исследования С. А. Чаплыгина. Им был разработан математический аппарат для решения задач обтекания крыла.
В работах 1912—1916 годов Жуковский установил закон распределения скорости у лопасти винта, ставший теоретической основой для проектирования воздушных винтов.
В годы Первой мировой войны он разработал теорию бомбометания, занимался вопросами баллистики артиллерийских снарядов.

## Отрицание теории относительности
В своей речи «Старая механика в новой физике», произнесённой 3 марта 1918 года в Московском математическом обществе, Жуковский, в частности, сказал:

…Эйнштейн в 1905 г. встал на метафизическую точку зрения, которая решение прилегающей к рассматриваемому вопросу идеальной математической проблемы возвела в физическую реальность. …Я убеждён, что проблемы громадных световых скоростей, основные проблемы электромагнитной теории разрешатся с помощью старой механики Галилея и Ньютона. … Мне сомнительна важность работ Эйнштейна в этой области, которая обстоятельно была исследована Абрагамом на основании уравнений Максвелла и классической механики.

Жуковский поддержал деятельность Н. П. Кастерина по выводу уравнений Максвелла в классической форме. Жуковский упомянул доклад Кастерина, представленный в Петроградскую Академию наук, об анализе опытов Бехерера над полётом β-частиц, выделяющихся из радия, и их несоответствие формуле Эйнштейна. Жуковский предположил в этой речи, что механику эфира можно построить на основе классических представлений, используя аналогию трубок Фарадея с вихрями несжимаемой жидкости.

## Личная жизнь
Живший с матерью, женщиной твёрдых правил и предрассудков, Н. Е. Жуковский не смог создать семью. Он имел сына Сергея (1899—1924) и дочь Елену (1894—1920) от тамбовской крестьянки Н. С. Антиповой, бывшей у них в доме прислугой, жить с которыми открыто смог только после кончины матери в 1912 году.

## Память

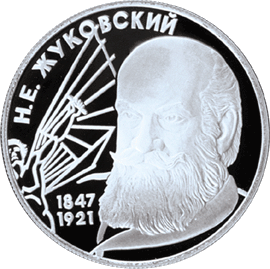
Памятная монета Банка России, посвящённая 150-летию со дня рождения Н. Е. Жуковского. 2 рубля, серебро, 1997 год

- Премия имени Н. Е. Жуковского за наилучшие труды по математике и механике, учреждена в 1920 году.
- На родине Н. Е. Жуковского в деревне Орехово Собинского района Владимирской области в 1937 году создан Мемориальный дом-музей Н. Е. Жуковского.
- В связи со 100-летием со дня рождения Жуковского в январе 1947 года Совет Министров СССР учредил 2 ежегодные премии им. Н. Е. Жуковского, стипендии им. Н. Е. Жуковского для студентов старших курсов Московского университета, Московского авиационного института и МВТУ им. Н. Э. Баумана; в Москве и посёлке Стаханово Московской области сооружены памятники учёному; создан Научно-мемориальный музей профессора Н. Е. Жуковского в Москве; реставрирован дом-музей на родине Жуковского.
- 23 апреля 1947 года Указом Президиума Верховного Совета РСФСР посёлок Стаханово Раменского района Московской области получил статус города и название — Жуковский.

- Имя Н. Е. Жуковского присвоено:

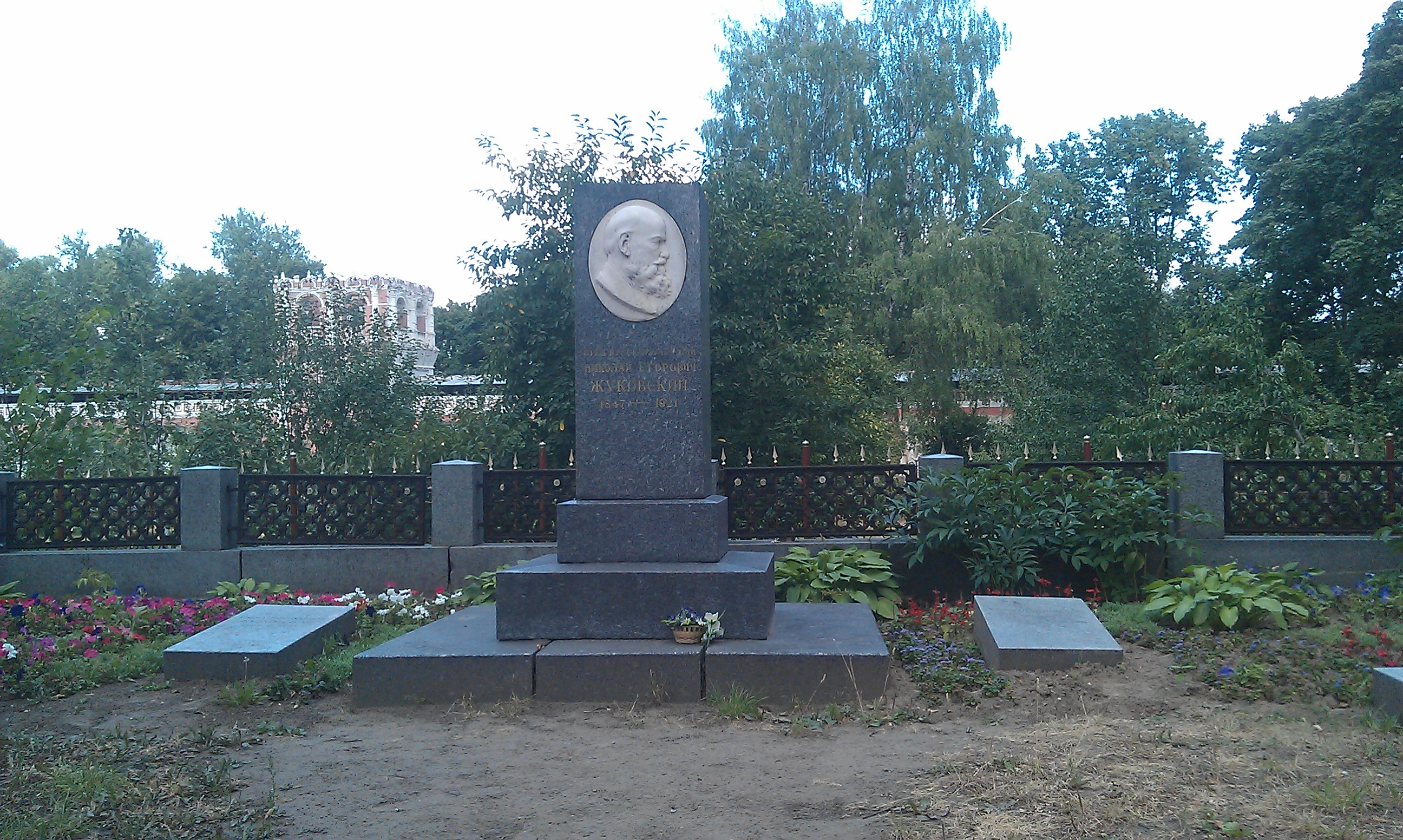
Могилы Николая Егоровича,
Елены и Сергея Жуковских

  - городу Жуковскому Московской области;
  - Центральному аэрогидродинамическому институту (г. Жуковский);
  - Военно-воздушной инженерной академии (г.Москва);
  - Харьковскому авиационному институту (до 03.03.2025 г.);
  - Омскому авиационному техникуму;
  - Кафедре теоретической механики (ФН-3) МГТУ им. Н. Э. Баумана.
  - Кратеру на обратной стороне Луны.
- Именем Жуковского назван проспект и микрорайон «посёлок Жуковского» в Харькове, где расположен знаменитый ХАИ, также носящий его имя.
- Лайнер Airbus A321 (VQ-BEF) авиакомпании «Аэрофлот» носит имя «Н. Жуковский»[16].
- Военный учебно-научный центр военно-воздушных сил «Военно-воздушная академия имени профессора Н. Е. Жуковского и Ю. А. Гагарина»[17]
- Брянский строительный колледж имени профессора Н. Е. Жуковского
- В честь Н. Е. Жуковского названа гора в Антарктиде (гора Жуковского, массив Эймери, 70°38′ ю.ш., 67°16′ в. д., гора обследована в 1972—1973 гг. Советской Антарктической экспедицией)[18].

### В литературе
Издан ряд книг о Н. Е. Жуковском, в частности:
- Дружинина-Георгиевская Е. В. Человек летает. Биографическая повесть о жизни Н. Е. Жуковского. — Лениздат. — Л., 1947.
- Лейбензон Л. С. Николай Егорович Жуковский (К столетию со дня рождения). — М.—Л.: Издательство Академии Наук СССР, 1947.
- Космодемьянский А. А. Н. Е. Жуковский — отец русской авиации. — М.: Военное издательство Министерства вооружённых сил Союза ССР, 1952. — (Научно-популярная библиотека солдата).
- Домбровская Е. Р. Воздыхания Окованных. Русская Сага. — ПервоГрад, 2017 г.

### В кинематографе
- В 1950 году вышел на экраны биографический фильм «Жуковский» (в главной роли Юрий Юровский).
- В 1977 году образ Жуковского появился в фильме «Талант» (в роли Пётр Глебов).
- В 1979 году Жуковский стал персонажем фильма «Поэма о крыльях» (в роли Николай Анненков).

### В филателии

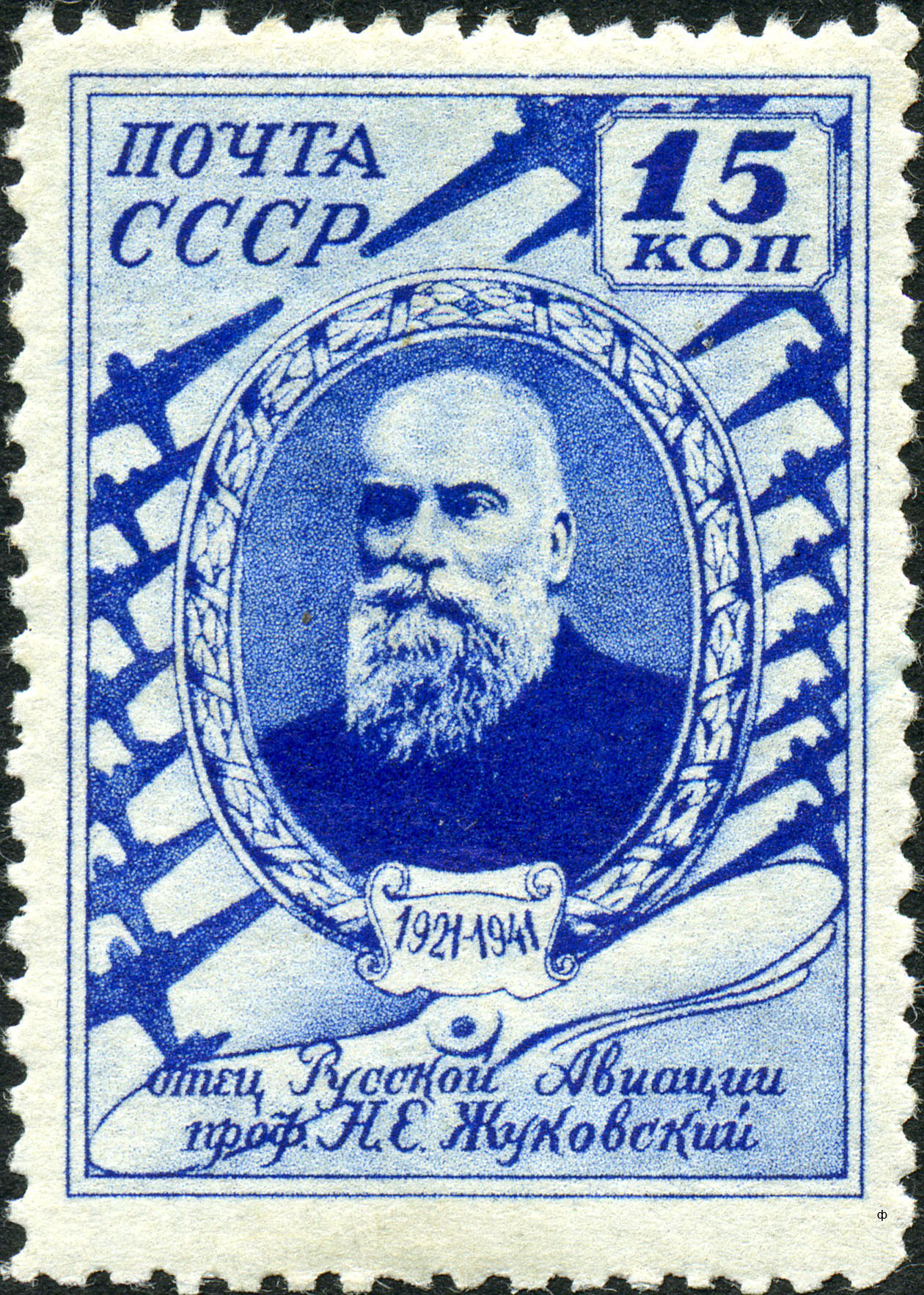
Почтовая марка СССР, 1941 год
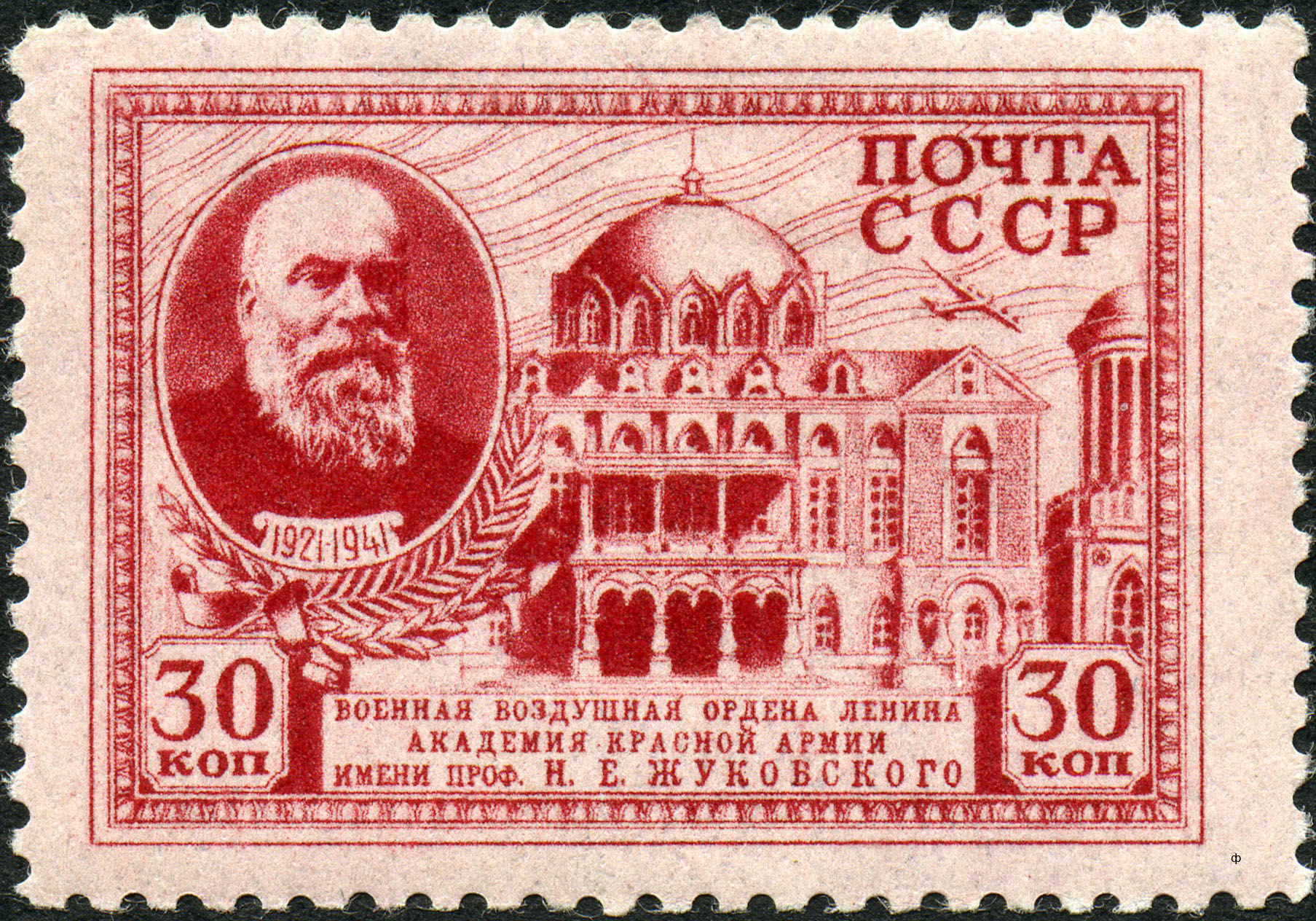
Почтовая марка СССР, 1941 год
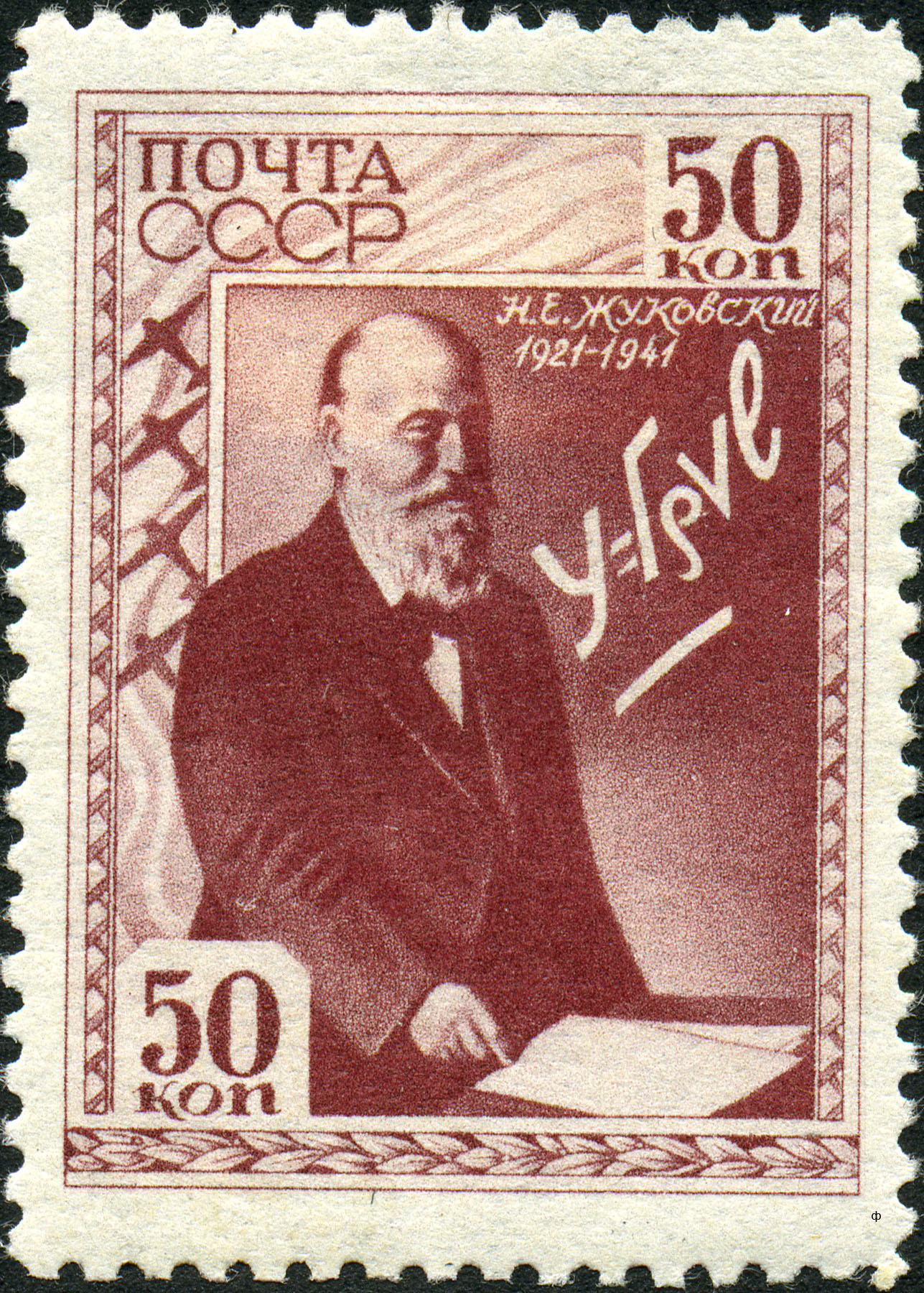
Почтовая марка СССР, 1941 год
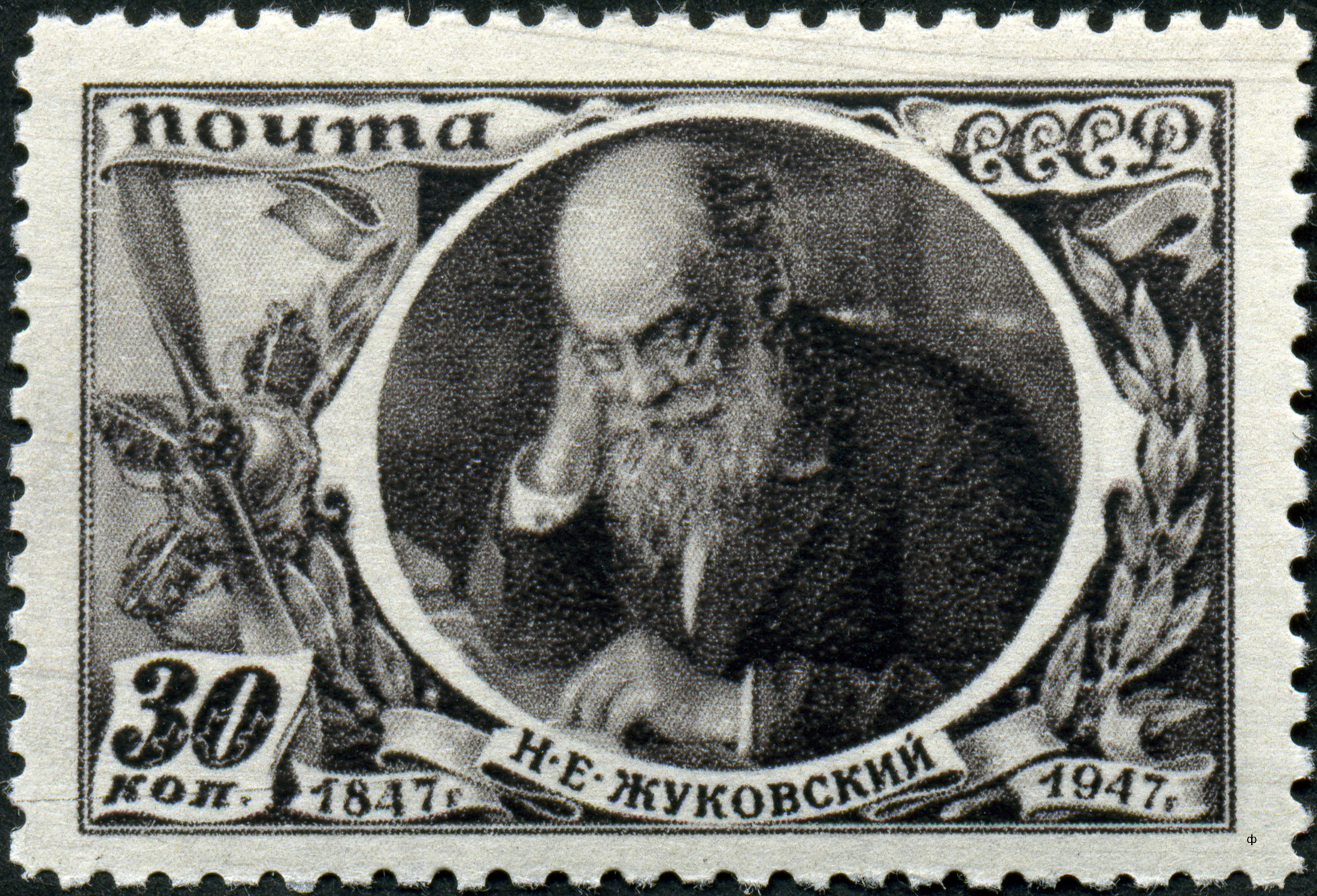
Почтовая марка СССР, 1947 год
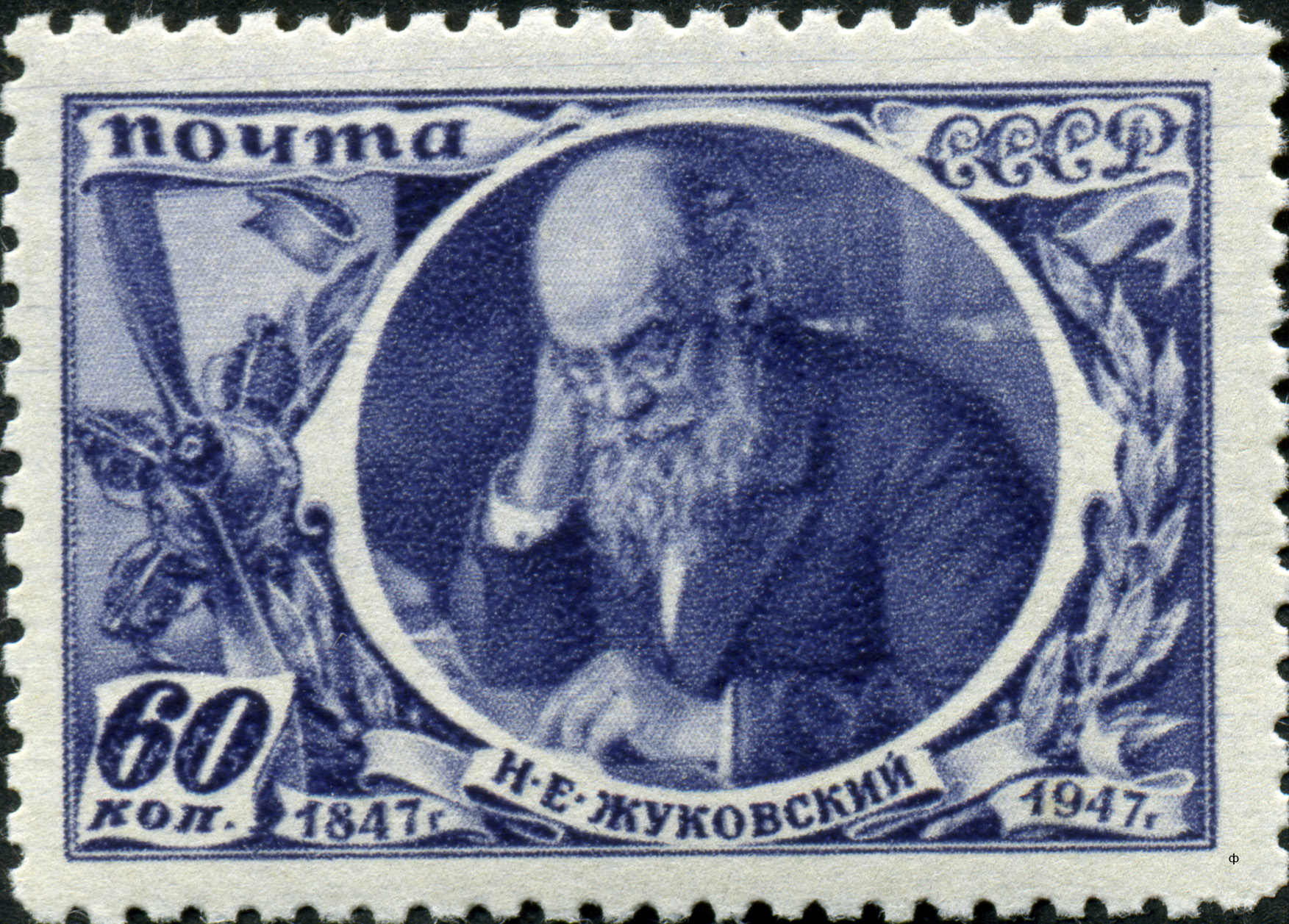
Почтовая марка СССР, 1947 год
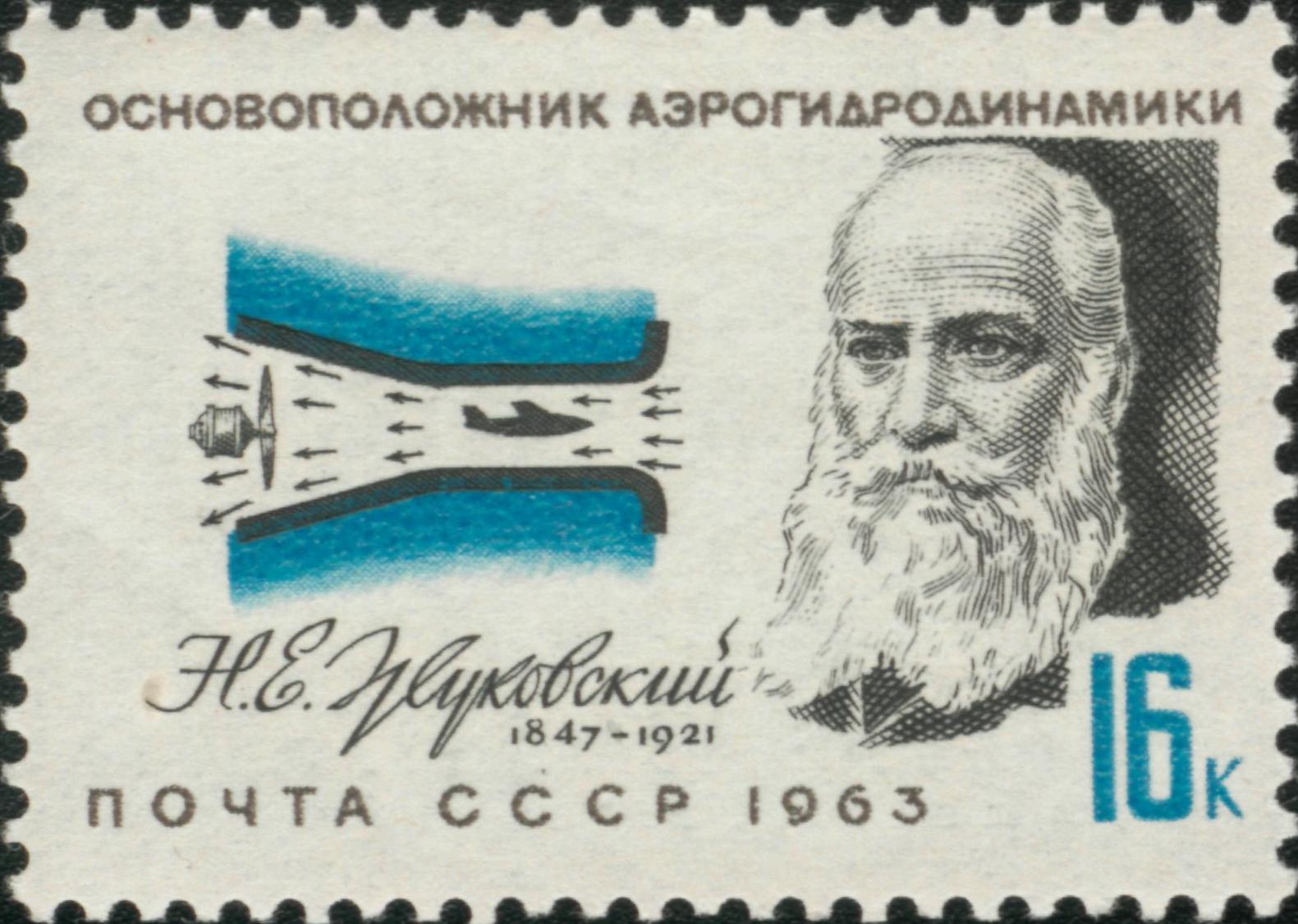
Серия «Деятели отечественной авиации», 1963, 16 копеек (ЦФА 2915, Скотт 2774)
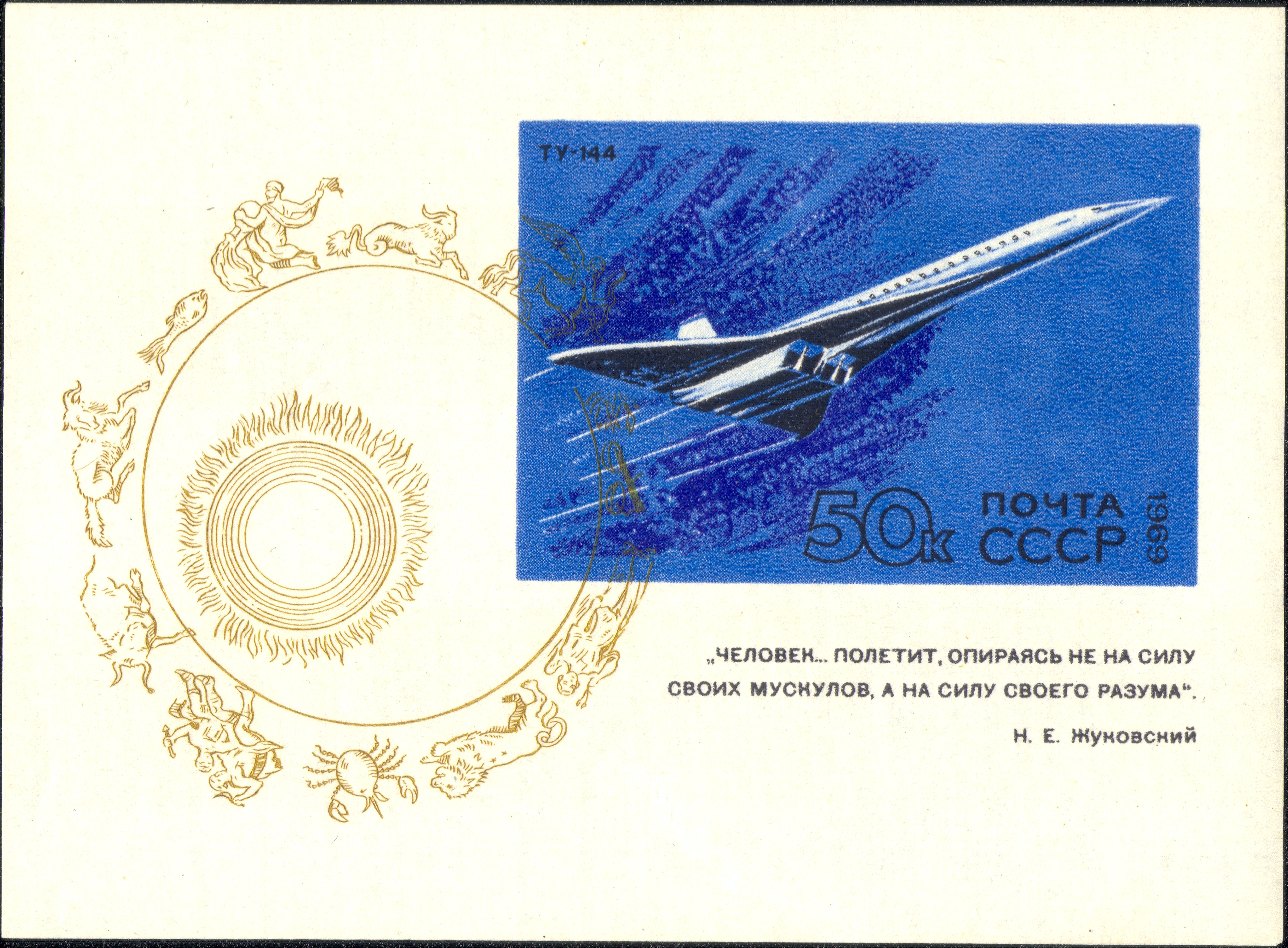
Почтовый блок СССР, на полях блока слова Жуковского, 1969, 50 копеек (ЦФА 3835, Скотт 3681)

### Памятники

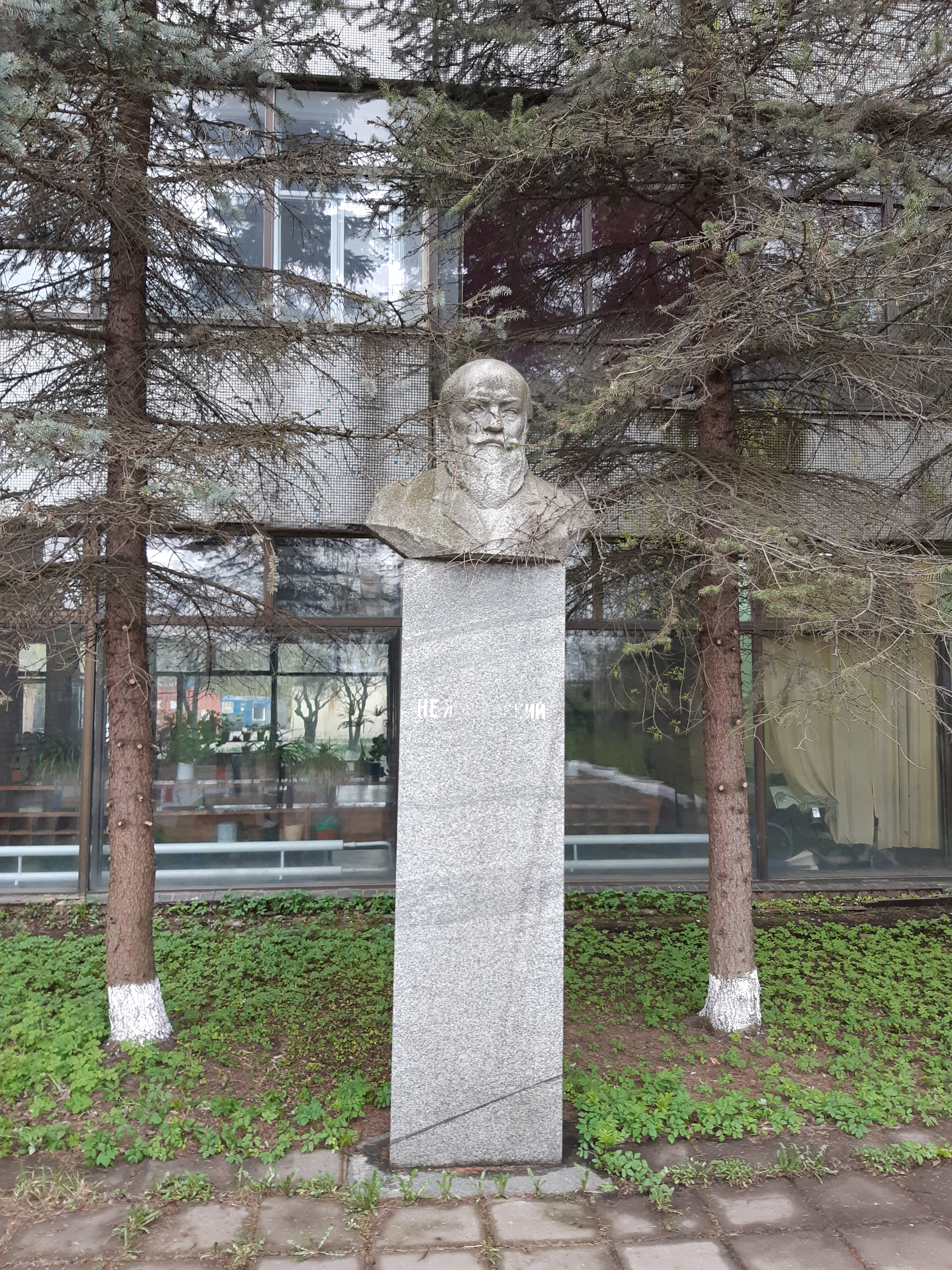
Бюст Н. Е. Жуковского на территории Кучинского аэродинамического института
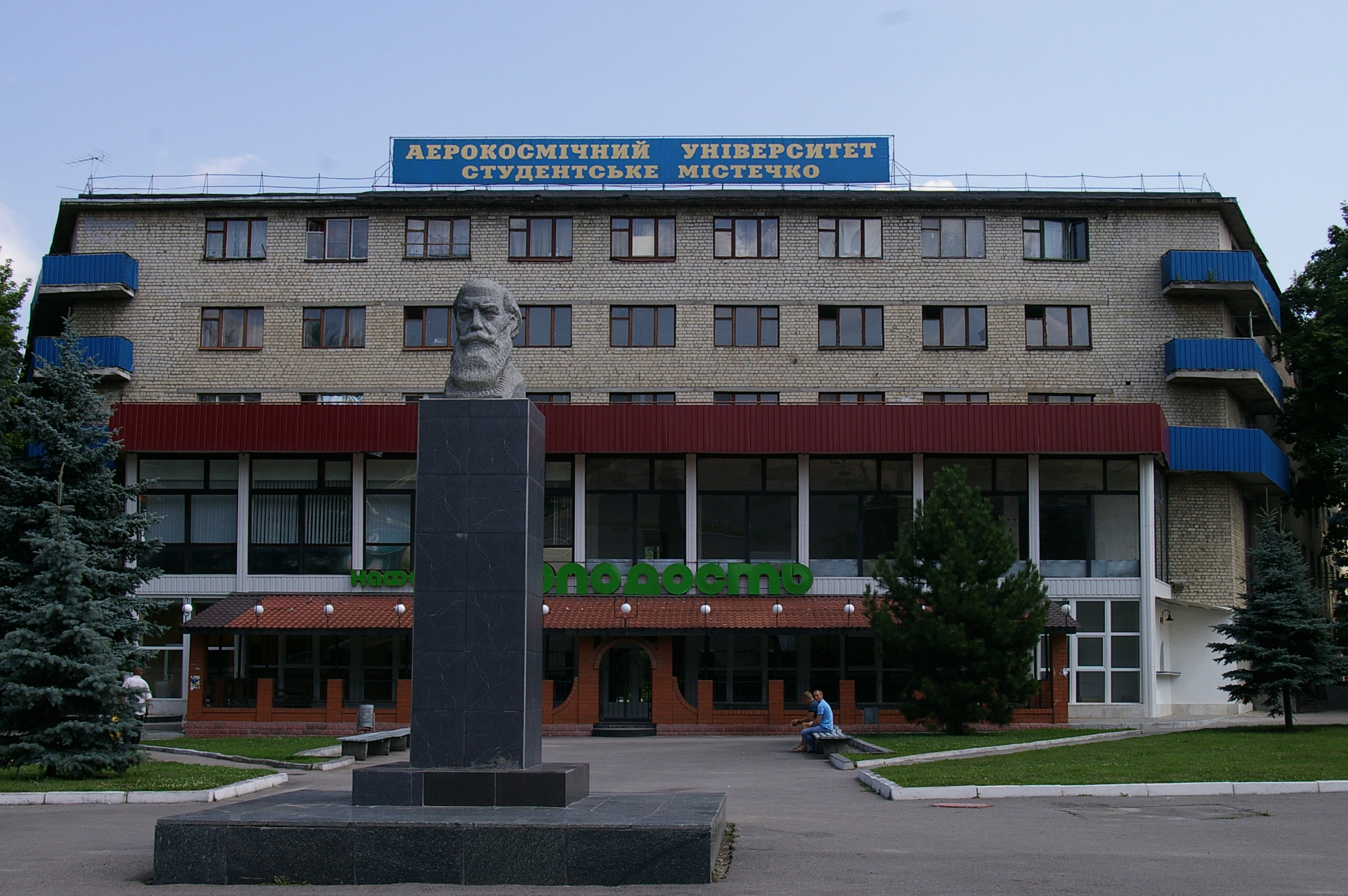
Монумент Жуковскому около одноимённого Харьковского авиационного института
Бюст Н. Е. Жуковского на Воробьёвых горах рядом с МГУ

Памятник Н. Е. Жуковскому также находится в городе Жуковском Московской области. Памятник был установлен в 1969 году. Автор и скульптор — Г. М. Тоидзе, архитектор — Б. И. Тхор. Постановлением Совета Министров РСФСР от 04.12.1974 № 624 поставлен на государственную охрану.  Объект культурного наследия народов РФ федерального значения. Рег. № 501410644760006 (ЕГРОКН)
Бюст Жуковского установлен перед зданием Петровского путевого дворца на Ленинградском проспекте в Москве в 1959 году, где в то время действовала Военно-воздушная академия его имени. Автором стал Г. В. Нерода, архитектором И. А. Француз. Напротив него находится бюст Циолковского.
Бюст Н. Е. Жуковского в июне 2017 года установлен у входа в Военно-воздушную академию имени профессора Н. Е. Жуковского и Ю. А. Гагарина в Воронеже.